# Margit Borg-Sundman
Margit Rhode Sofia Borg-Sundman, född 16 oktober 1902 i Åbo, död 10 juni 1992 i Helsingfors, var en finländsk överinspektör och politiker (Samlingspartiet). Hon ingick 1945 äktenskap med Waldemar Sundman.
Borg, som var dotter till prosten Nathanael Borg och Elin Calonius, blev student 1921, avlade folkskollärarexamen 1923, blev Bachelor of Arts vid Vassar College i USA 1926 samt filosofie kandidat och filosofie magister vid Helsingfors universitet 1932. Hon studerade sociologi vid Columbia University i USA 1926–1927, var psykolog vid Finlands första rådgivningsbyrå i uppfostringsfrågor 1927–1930, socialchef vid Kymmene bruk 1930–1935, barnskyddsinspektör vid socialministeriet 1935–1941 och överinspektör för kvinnors arbetsfrågor vid ministeriet för kommunikationer och allmänna arbeten 1941–1945. Hon var föreläsare i psykologi vid Barnets borg 1927–1957, i socialpolitik vid statens hälsosysterskola från 1935, vid Helsingfors sjuksköterskeskola från 1950 och vid Ebeneserseminariet från 1945. Hon var representant för Samlingspartiet i Finlands riksdag 1948–1954 och 1958–1970 samt tillhörde Helsingfors stadsfullmäktige 1944–1947 och från 1956. Hon var elektor vid presidentvalet 1956. Hon var medlem av Finlands grupp av interparlamentariska unionen från 1962. Hon skrev Setä Samulin ylioppilaana (1930) och Lapsuusiän ongelmia (1938).